# Elecciones regionales de Lombardía de 2023
Las elecciones regionales de Lombardía de 2023 tuvieron lugar los dias 12 y 13 de febrero de 2023 para la elección del Consejo Regional y del Presidente de la Región. Fueron realizadas en conjunto con las elecciones regionales del Lacio.
Según los resultados finales, Attilio Fontana fue reelegido presidente de Lombardía con más del 54% de los votos, obteniendo la mayor bonificación prevista por la ley electoral. La participación electoral registrada fue del 41,68%, la más baja jamás registrada para una elección regional.

## Sistema electoral
El Consejo Regional está compuesto por ochenta consejeros, incluido el presidente de la Región. Los otros 79 consejeros regionales son elegidos con criterios proporcionales sobre la base de listas electorales en competencia vinculadas a un candidato presidencial, con la aplicación de una bonificación mayoritaria a favor de las listas afines al presidente electo.
Los distritos electorales coinciden con los territorios de las provincias lombardas existentes al 1 de enero de 2012. Cada lista de circunscripción se agrupa a nivel regional; Cada grupo de listas debe estar presente en al menos cinco provincias. En cada circunscripción, por tanto, un candidato presidencial puede estar vinculado a más de una lista. Los electores tienen un voto para el candidato presidencial y un voto para una lista provincial, además de un voto preferencial para uno de los candidatos de la lista votada. Se puede votar por un candidato presidencial y por una lista vinculada a otro candidato presidencial (el llamado "voto dividido"). El candidato que obtenga el mayor número de votos válidos en el ámbito regional es elegido Presidente de la Región. A las listas asociadas al Presidente electo se les asigna una mayoría variable adicional: al menos el 55% de los escaños asignados al Consejo Regional si el candidato proclamado Presidente electo de la Región ha obtenido menos del 40% de los votos válidos y al menos el 60% de los escaños asignados al Consejo Regional si el candidato proclamado Presidente electo de la Región ha obtenido un porcentaje de votos válidos igual o superior al 40%.
Sin embargo, las listas vinculadas al presidente electo no pueden obtener más del 70% de los escaños. Los escaños restantes se distribuyen, mediante un método proporcional, entre las listas asociadas a los candidatos presidenciales no electos. Los escaños se asignan a nivel regional mediante el método D'Hondt a los diferentes grupos de listas y luego se distribuyen entre las listas provinciales pertenecientes al grupo único. Participan en la asignación de escaños las listas que hayan obtenido al menos el 3% de la votación emitida a nivel regional, o que estén vinculadas a un candidato presidencial que haya obtenido al menos el 5% de los votos válidos. El candidato a Presidente que ocupó el segundo lugar es elegido consejero, reservándose este último para el último de los cocientes asignados a los grupos de listas conexas. Según la ley Tatarella, solo 64 consejeros fueron elegidos en el territorio, mientras que 16 fueron elegidos en una lista regional (el llamado listino), encabezada por el candidato presidencial. La lista regional en primer lugar eligió, por tanto, al Presidente de la Región y a 15 concejales "protegidos" (ya que no fueron sometidos individualmente al voto popular).

## Partidos y candidatos
| Partido político o alianza | Partido político o alianza   | Listas constituyentes                | Listas constituyentes                                              | Resultados previos | Resultados previos | Candidato              | Candidato |
| Partido político o alianza | Partido político o alianza   | Listas constituyentes                | Listas constituyentes                                              | Votos (%)          | Escaños            | Candidato              | Candidato |
| -------------------------- | ---------------------------- | ------------------------------------ | ------------------------------------------------------------------ | ------------------ | ------------------ | ---------------------- | --------- |
|                            | Coalición de centroderecha   |                                      | Liga (Lega)                                                        | 29,6               | 28                 | Attilio Fontana        |           |
|                            | Coalición de centroderecha   | Forza Italia (FI)                    | 14,3                                                               | 14                 |                    | Attilio Fontana        |           |
|                            | Coalición de centroderecha   | Hermanos de Italia (FdI)             | 3,6                                                                | 3                  |                    | Attilio Fontana        |           |
|                            | Coalición de centroderecha   | Lombardía Ideal – Fontana Presidente | 1,5                                                                | 1                  |                    | Attilio Fontana        |           |
|                            | Coalición de centroderecha   | Nosotros Moderados – Renacimiento    | 1,3                                                                | 1                  |                    | Attilio Fontana        |           |
|                            | Coalición de centroizquierda |                                      | Partido Democrático – Lombardía Democrática y Progresista (PD–LDP) | 19,2               | 15                 | Pierfrancesco Majorino |           |
|                            | Coalición de centroizquierda | Movimiento 5 Estrellas (M5S)         | 17,8                                                               | 13                 |                    | Pierfrancesco Majorino |           |
|                            | Coalición de centroizquierda | Alianza Verdes e Izquierda (AVS)     | —                                                                  | —                  |                    | Pierfrancesco Majorino |           |
|                            | Coalición de centroizquierda | Pacto Cìvico – Majorino Presidente   | —                                                                  | —                  |                    | Pierfrancesco Majorino |           |
|                            | Coalición de centro          |                                      | Acción - Italia Viva (A–IV)                                        | —                  | —                  | Letizia Moratti        |           |
|                            | Coalición de centro          | Moratti Presidente                   | —                                                                  | —                  |                    | Letizia Moratti        |           |
|                            | Unión Popular (UP)           | Unión Popular (UP)                   | Unión Popular (UP)                                                 | —                  | —                  | Mara Ghidorzi          |           |

1. ↑  Incluye a Coraggio Italia (CI), Nosotros de Centro (NdC), Alternativa Popular (AP), y al Partido Republicano Italiano (PRI)
2. ↑  Incluye a Artículo Uno (Art.1) y al Partido Socialista Italiano (PSI)
3. ↑  Incluye a Italian Radicals (RI), Posible (Pos), Movimiento Lombardo Cívico Europeista (MLCE), Alianza Verde y Cívica (AVEC), Democracia Solidaria (DEMOS), y Volt Italia (Volt)
4. ↑  Incluye a Gran Norte (GN)

## Encuestas de opinión

### Candidatos
| Fecha          | Encuestadora | Muestra | Fontana | Majorino | Moratti | Otros | Dif. |
| -------------- | ------------ | ------- | ------- | -------- | ------- | ----- | ---- |
| Fecha          | Encuestadora | Muestra |         |          |         | Otros | Dif. |
| 12–13 Feb 2023 | Resultados   | —       | 54,7    | 33,9     | 9,9     | 1,5   | 20,8 |
| 26 Ene 2023    | Noto         | N/A     | 51,5    | 29,0     | 18,0    | 1,5   | 22,5 |
| 24–26 Ene 2023 | SWG          | 1.000   | 48,0    | 34,0     | 16,0    | 2,0   | 14,0 |
| 23–26 Ene 2023 | Quorum       | 400     | 48,4    | 34,4     | 14,3    | 2,9   | 14,0 |
| 23–25 Ene 2023 | IZI          | 1.004   | 45,0    | 39,5     | 14,0    | 1,5   | 5,5  |
| 16–24 Ene 2023 | Ipsos        | 1.000   | 45,0    | 33,8     | 19,0    | 2,2   | 11,2 |
| 10-18 Ene 2023 | Index        | 800     | 45,0    | 36,0     | 17,5    | 1,5   | 9,0  |
| 13–15 Ene 2023 | IZI          | 1.008   | 43,9    | 39,8     | 14,8    | 1,5   | 4,1  |
| 9–12 Ene 2023  | Winpoll      | 2.000   | 41,3    | 25,2     | 27,6    | 5,9   | 13,7 |
| 5–6 Ene 2023   | IZI          | 1.012   | 43,2    | 39,0     | 17,8    | —     | 4,2  |
| 5 Dic 2022     | IZI          | 1.013   | 45,1    | 40,1     | 14,8    | —     | 5,0  |

#### Candidatos hipotéticos
| Fecha             | Encuestadora | Muestra | Fontana | Otro CDX | Majorino | Otro CSX | Moratti | Otro CX | M5S    | Otros | Dif. |
| ----------------- | ------------ | ------- | ------- | -------- | -------- | -------- | ------- | ------- | ------ | ----- | ---- |
| Fecha             | Encuestadora | Muestra |         |          |          |          |         |         |        | Otros | Dif. |
| 30 Nov–1 Dic 2022 | Winpoll      | 1.000   | 43,9    | —        | 24,5     | —        | 28,4    | —       | c. CSX | 3,2   | 15,5 |
| 30 Nov–1 Dic 2022 | Winpoll      | 1.000   | 42,8    | —        | 20,9     | —        | 27,1    | —       | 6,3    | 2,9   | 15,7 |
| 25–28 Nov 2022    | BiDiMedia    | 3.000   | 47,6    | —        | 29,0     | —        | 15,0    | —       | 5,9    | 2,5   | 18,6 |
| 25–28 Nov 2022    | BiDiMedia    | 3.000   | 52,7    | —        | 35,7     | —        | c. CSX  | —       | 9,0    | 2,6   | 17,0 |
| 25–28 Nov 2022    | BiDiMedia    | 3.000   | 50,0    | —        | —        | 26,0     | —       | —       | 8,0    | 16,6  | 24,0 |
| 21–22 Nov 2022    | IZI          | 1.004   | 45,2    | —        | 29,8     | —        | 13,4    | —       | 11,6   | —     | 15.4 |
| 3–4 Nov 2022      | Winpoll      | 1.000   | 51,1    | —        | —        | 42,6     | —       | —       | —      | 6,3   | 8,5  |
| 3–4 Nov 2022      | Winpoll      | 1.000   | 43,3    | —        | —        | 49,1     | —       | —       | —      | 7,6   | 5,8  |
| 3–4 Nov 2022      | Winpoll      | 1.000   | 53,0    | —        | 39,3     | —        | —       | —       | —      | 7,7   | 13,7 |
| 3–4 Nov 2022      | Winpoll      | 1.000   | 52,5    | —        | —        | 38,7     | —       | —       | —      | 8,8   | 13,8 |
| 7–10 Oct 2022     | Winpoll      | 1.700   | —       | 49,7     | —        | 34,4     | —       | 6,8     | 3,5    | 5,6   | 15,3 |
| 7–10 Oct 2022     | Winpoll      | 1.700   | —       | 50,5     | —        | 31,7     | —       | 5,8     | 5,0    | 7,0   | 18,8 |
| 7–10 Oct 2022     | Winpoll      | 1.700   | 35,3    | —        | —        | 47,8     | —       | —       | 8,7    | 8,2   | 12,5 |

1. 1 2  Vittorio Agnoletto
2. 1 2 3 4 5  Letizia Moratti
3. 1 2  Carlo Cottarelli
4. ↑  Pierfrancesco Maran
5. ↑  Giuseppe Sala

### Partidos
| Fecha          | Encuestadora | Muestra | Centroderecha | Centroderecha | Centroderecha | Centroderecha | Centroderecha | Centroizquierda | Centroizquierda | Centroizquierda | Centroizquierda | Centro | Centro | UP  | Otros | Dif. |
| Fecha          | Encuestadora | Muestra | FdI           | Lega          | FI            | LI–FP         | NM            | PD              | M5S             | AVS             | PC–MP           | A–IV   | MP     | UP  | Otros | Dif. |
| -------------- | ------------ | ------- | ------------- | ------------- | ------------- | ------------- | ------------- | --------------- | --------------- | --------------- | --------------- | ------ | ------ | --- | ----- | ---- |
| Fecha          | Encuestadora | Muestra |               |               |               |               |               |                 |                 |                 |                 |        |        |     | Otros | Dif. |
| 12–13 Feb 2023 | Resultados   | —       | 25,2          | 16,5          | 7,2           | 6,2           | 1,2           | 21,8            | 3,9             | 3,2             | 3,8             | 4,2    | 5,3    | 1,4 | —     | 3,4  |
| 24–26 Ene 2023 | SWG          | 1.000   | 24,8          | 14,1          | 7,8           | 3,0           | 1,0           | 16,7            | 7,6             | 3,8             | 6,3             | 7,3    | 5,8    | 1,8 | —     | 8,1  |
| 23–25 Ene 2023 | IZI          | 1.004   | 23,5          | 12,9          | 6,6           | 2,1           | 2,1           | 19,8            | 9,2             | 5,9             | 2,5             | 9,1    | 4,5    | 1,8 | —     | 3,7  |
| 16–24 Ene 2023 | Ipsos        | 1.000   | 24,9          | 13,4          | 6,5           | 4,7           | 4,7           | 18,4            | 8,1             | 6,0             | 6,0             | 7,5    | 8,6    | 1,9 | —     | 6,5  |
| 13–15 Ene 2023 | IZI          | 1.008   | 25,7          | 13,5          | 6,7           | 1,4           | —             | 18,9            | 10,2            | 6,9             | 3,5             | 8,5    | 3,2    | 1,5 | —     | 6,8  |
| 5–6 Ene 2023   | IZI          | 1.012   | 27,1          | 13,4          | 7,6           | 1,2           | —             | 17,5            | 8,3             | 5,4             | 2,7             | 10,3   | 3,5    | —   | 3,4   | 9,6  |
| 5 Dic 2022     | IZI          | 1.013   | 27,0          | 14,9          | 8,9           | —             | —             | 17,0            | 9,8             | 5,4             | —               | 9,8    | —      | —   | 7,2   | 10,0 |
| 25–28 Nov 2022 | BiDiMedia    | 3.000   | 31,0          | 11,4          | 6,9           | —             | —             | 17,2            | 9,0             | 3,7             | —               | 11,8   | —      | 1,1 | 6,9   | 13,8 |
| 21–22 Nov 2022 | IZI          | 1.004   | 31,0          | 15,8          | 4,1           | —             | —             | 16,8            | 9,3             | 5,0             | —               | 9,3    | —      | —   | 8,7   | 14,2 |
| 7–10 Oct 2022  | Winpoll      | 1.700   | 23,7          | 11,5          | 7,0           | —             | —             | 20,1            | 5,9             | 4,1             | —               | 6,5    | 11,8   | 0,7 | 8,7   | 3,6  |

## Resultados

Composición del Consejo Regional de Lombardía por coalición desde 2023:
Centroderecha (49)
Centroizquierda (24)
Acción - Italia Viva (7)

Partido más votado por comune

Candidato a presidente más votado por comune

|                                                                   |                                    |           |        |         |                                      |                    |           |        |         |  |
| Candidatos                                                        | Candidatos                         | Votos     | %      | Escaños | Partidos                             | Partidos           | Votos     | %      | Escaños |  |
|                                                                   | Attilio Fontana                    | 1.774.482 | 54,67  | 1       |                                      |                    |           |        |         |  |
|                                                                   | Attilio Fontana                    | 1.774.482 | 54,67  | 1       | Hermanos de Italia                   | 725.402            | 25,18     | 22     |         |  |
|                                                                   | Attilio Fontana                    | 1.774.482 | 54,67  | 1       | Liga – Liga Lombarda                 | 476.175            | 16,53     | 14     |         |  |
|                                                                   | Attilio Fontana                    | 1.774.482 | 54,67  | 1       | Forza Italia                         | 208.420            | 7,23      | 6      |         |  |
|                                                                   | Attilio Fontana                    | 1.774.482 | 54,67  | 1       | Lombardía Ideal – Fontana Presidente | 177.387            | 6,16      | 5      |         |  |
|                                                                   | Attilio Fontana                    | 1.774.482 | 54,67  | 1       | Nosotros Moderados – Renacimiento    | 33.711             | 1,17      | 1      |         |  |
| Total                                                             | Total                              | 1.774.482 | 54,67  | 1       | 1.621.095                            | 56,27              | 48        |        |         |  |
|                                                                   | Pierfrancesco Majorino             | 1.101.410 | 33,93  | 1       |                                      |                    |           |        |         |  |
|                                                                   | Pierfrancesco Majorino             | 1.101.410 | 33,93  | 1       | Partido Democrático                  | 628.774            | 21,82     | 17     |         |  |
|                                                                   | Pierfrancesco Majorino             | 1.101.410 | 33,93  | 1       | Movimiento 5 Estrellas               | 113.229            | 3,93      | 3      |         |  |
|                                                                   | Pierfrancesco Majorino             | 1.101.410 | 33,93  | 1       | Pacto Cívico – Majorino Presidente   | 110.126            | 3,82      | 2      |         |  |
|                                                                   | Pierfrancesco Majorino             | 1.101.410 | 33,93  | 1       | Alianza Verdes e Izquierda           | 93.019             | 3,23      | 1      |         |  |
| Total                                                             | Total                              | 1.101.410 | 33,93  | 1       | 945.148                              | 32,80              | 23        |        |         |  |
|                                                                   | Letizia Moratti                    | 320.349   | 9,87   | –       |                                      | Moratti Presidente | 152.652   | 5,30   | 4       |  |
|                                                                   | Letizia Moratti                    | 320.349   | 9,87   | –       | Acción - Italia Viva                 | 122.356            | 4,25      | 3      |         |  |
| Total                                                             | Total                              | 320.349   | 9,87   | –       | 275.008                              | 9,55               | 7         |        |         |  |
|                                                                   | Mara Ghidorzi                      | 49.513    | 1,53   | –       |                                      | Unión Popular      | 39.913    | 1,39   | –       |  |
|                                                                   |                                    |           |        |         |                                      |                    |           |        |         |  |
| Votos válidos                                                     | Votos válidos                      | 3.245.754 | 97,21  |         |                                      |                    |           |        |         |  |
| Votos en blanco                                                   | Votos en blanco                    | 20.861    | 0,62   |         |                                      |                    |           |        |         |  |
| Votos nulos                                                       | Votos nulos                        | 72.404    | 2,17   |         |                                      |                    |           |        |         |  |
| Total candidatos                                                  | Total candidatos                   | 3.339.019 | 100,00 | 2       | Total partdos                        | Total partdos      | 2.881.164 | 100,00 | 78      |  |
| Votantes registrados/participación                                | Votantes registrados/participación | 8.010.538 | 41,68  |         |                                      |                    |           |        |         |  |
| Fuente: Ministerio del Interior – Archivo Histórico de Elecciones |                                    |           |        |         |                                      |                    |           |        |         |  |

| \| Voto popular \| Voto popular \| Voto popular \| Voto popular \| Voto popular \| \| ------------ \| ------------ \| ------------ \| ------------ \| ------------ \| \| \| \| \| \| \| \| FdI \| FdI \| \| 25.18 % \| 25.18 % \| \| PD \| PD \| \| 21.82 % \| 21.82 % \| \| Lega \| Lega \| \| 16.53 % \| 16.53 % \| \| FI \| FI \| \| 7.23 % \| 7.23 % \| \| LI–FP \| LI–FP \| \| 6.16 % \| 6.16 % \| \| MP \| MP \| \| 5.30 % \| 5.30 % \| \| A–IV \| A–IV \| \| 4.25 % \| 4.25 % \| \| M5S \| M5S \| \| 3.93 % \| 3.93 % \| \| PC–MP \| PC–MP \| \| 3.82 % \| 3.82 % \| \| AVS \| AVS \| \| 3.23 % \| 3.23 % \| \| UP \| UP \| \| 1.39 % \| 1.39 % \| \| NM–R \| NM–R \| \| 1.17 % \| 1.17 % \| |       |  |         |         |
| Voto popular |       |  |         |         |
| |       |  |         |         |
| FdI | FdI   |  | 25.18 % | 25.18 % |
| PD | PD    |  | 21.82 % | 21.82 % |
| Lega | Lega  |  | 16.53 % | 16.53 % |
| FI | FI    |  | 7.23 %  | 7.23 %  |
| LI–FP | LI–FP |  | 6.16 %  | 6.16 %  |
| MP | MP    |  | 5.30 %  | 5.30 %  |
| A–IV | A–IV  |  | 4.25 %  | 4.25 %  |
| M5S | M5S   |  | 3.93 %  | 3.93 %  |
| PC–MP | PC–MP |  | 3.82 %  | 3.82 %  |
| AVS | AVS   |  | 3.23 %  | 3.23 %  |
| UP | UP    |  | 1.39 %  | 1.39 %  |
| NM–R | NM–R  |  | 1.17 %  | 1.17 %  |

| \| Presidente \| Presidente \| Presidente \| Presidente \| Presidente \| \| ---------- \| ---------- \| ---------- \| ---------- \| ---------- \| \| \| \| \| \| \| \| Fontana \| Fontana \| \| 54.67 % \| 54.67 % \| \| Majorino \| Majorino \| \| 33.93 % \| 33.93 % \| \| Moratti \| Moratti \| \| 9.87 % \| 9.87 % \| \| Ghidorzi \| Ghidorzi \| \| 1.53 % \| 1.53 % \| |          |  |         |         |
| Presidente |          |  |         |         |
| |          |  |         |         |
| Fontana | Fontana  |  | 54.67 % | 54.67 % |
| Majorino | Majorino |  | 33.93 % | 33.93 % |
| Moratti | Moratti  |  | 9.87 %  | 9.87 %  |
| Ghidorzi | Ghidorzi |  | 1.53 %  | 1.53 %  |

### Resultados por provincia
| Provincia       | Attilio Fontana | Pierfrancesco Majorino | Letizia Moratti | Mara Ghidorzi  | Participación |              |        |
| --------------- | --------------- | ---------------------- | --------------- | -------------- | ------------- | ------------ | ------ |
| Provincia       | Milán           | 454.439 44,86%         | 425.848 42,04%  | 115.573 11,41% | Participación | 17.181 1,70% | 41,55% |
| Brescia         | 269.589 61,88%  | 125.456 28,79%         | 34.667 7,96%    | 5.983 1,37%    | 45,33%        |              |        |
| Bérgamo         | 234.229 60,88%  | 112.339 29,20%         | 31.790 8,26%    | 6.363 1,65%    | 44,55%        |              |        |
| Varese          | 164.856 59,43%  | 81.801 29,49%          | 26.921 9,70%    | 3.840 1,38%    | 38,49%        |              |        |
| Monza y Brianza | 155.469 53,73%  | 98.94534,19%           | 30.63910,59%    | 4.310 1,49%    | 42,54%        |              |        |
| Como            | 119.67961,22%   | 53.19027,21%           | 20.01210,24%    | 2.607 1,33%    | 39,08%        |              |        |
| Pavia           | 99.43760,53%    | 47.834 29,12%          | 14.368 8,75%    | 2.644 1,61%    | 38,50%        |              |        |
| Mantua          | 64.567 54,17%   | 41.891 35,15%          | 10.873 9,12%    | 1.855 1,56%    | 36,75%        |              |        |
| Cremona         | 68.148 57,90%   | 36.908 31,36%          | 10.534 8,95%    | 2.111 1,79%    | 42,46%        |              |        |
| Lecco           | 67.00955,89%    | 38.08331,77%           | 13.177 10,99%   | 1.619 1,35%    | 44,92%        |              |        |
| Lodi            | 39.23357,05%    | 23.094 33,58%          | 5.904 8,59%     | 535 0,78%      | 40,76%        |              |        |
| Sondrio         | 37.822 62,82%   | 16.028 26,62%          | 5.888 9,78%     | 466 0,77%      | 37,96%        |              |        |

### Resultados por ciudad capital
| Ciudad  | Attilio Fontana | Pierfrancesco Majorino | Letizia Moratti | Mara Ghidorzi | Turnout |             |        |
| ------- | --------------- | ---------------------- | --------------- | ------------- | ------- | ----------- | ------ |
| Ciudad  | Milán           | 160.781 37,69%         | 199.760 46,83%  | 58.994 13,83% | Turnout | 7.006 1,64% | 42,17% |
| Brescia | 29.682 43,46%   | 31.473 46,09%          | 6.034 8,84%     | 1.102 1,61%   | 47,58%  |             |        |
| Monza   | 19.484 46,46%   | 15.999 38,15%          | 5.841 13,93%    | 616 1,47%     | 43,80%  |             |        |
| Bergamo | 17.256 41,29%   | 18.506 44,28%          | 5.233 12,52%    | 798 1,91%     | 45,16%  |             |        |
| Como    | 12.525 49,24%   | 9.252 36,38%           | 3.328 13,08%    | 330 1,30%     | 36,26%  |             |        |
| Varese  | 15.194 56,12%   | 8.804 32,52%           | 2.758 10,19%    | 318 1,17%     | 42,05%  |             |        |
| Pavia   | 10.944 45,97%   | 9.708 40,78%           | 2.723 11,44%    | 430 1,81%     | 40,76%  |             |        |
| Cremona | 10.989 48,20%   | 9.319 40,87%           | 2.041 8,95%     | 450 1,97%     | 42,09%  |             |        |
| Mantua  | 5.938 39,29%    | 7.488 49,55%           | 1.421 9,40%     | 265 1,75%     | 39,89%  |             |        |
| Lecco   | 8.723 50,69%    | 6.226 36,18%           | 2.023 11,76%    | 236 1,37%     | 45,75%  |             |        |
| Lodi    | 7.263 48,30%    | 6.211 41,31%           | 1.435 9,54%     | 127 0,84%     | 44,40%  |             |        |
| Sondrio | 3.718 52,02%    | 2.704 37,83%           | 661 9,25%       | 64 0,90%      | 40,33%  |             |        |

### Participación
| Región          | Hora       | Hora       | Hora       | Hora     |
| Región          | Domingo 12 | Domingo 12 | Domingo 12 | Lunes 13 |
| Región          | 12:00      | 19:00      | 23:00      | 15:00    |
| --------------- | ---------- | ---------- | ---------- | -------- |
| Lombardía       | 9,20%      | 27,16%     | 31,74%     | 41,68%   |
| Provincia       | Hora       | Hora       | Hora       | Hora     |
| Provincia       | Domingo 12 | Domingo 12 | Domingo 12 | Lunes 13 |
| Provincia       | 12:00      | 19:00      | 23:00      | 15:00    |
| Bérgamo         | 10,33%     | 29,28%     | 33,99%     | 44,55%   |
| Brescia         | 10,09%     | 29,21%     | 34,21%     | 45,33%   |
| Como            | 8,45%      | 25,13%     | 29,30%     | 39,08%   |
| Cremona         | 10,47%     | 28,62%     | 32,80%     | 42,46%   |
| Lecco           | 9,87%      | 29,04%     | 33,95%     | 44,92%   |
| Lodi            | 9,81%      | 27,57%     | 31,62%     | 40,76%   |
| Mantua          | 8,62%      | 23,39%     | 27,37%     | 36,75%   |
| Milán           | 8,86%      | 27,14%     | 32,05%     | 41,55%   |
| Monza y Brianza | 9,11%      | 28,08%     | 32,76%     | 42,54%   |
| Pavía           | 9,15%      | 25,20%     | 28,98%     | 38,50%   |
| Sondrio         | 7,41%      | 22,78%     | 27,32%     | 37,96%   |
| Varese          | 8,25%      | 24,96%     | 28,85%     | 38,49%   |

### Consejeros electos
| Circunscripción        | Partido | Partido | Consejero              | Votos  |
| ---------------------- | ------- | ------- | ---------------------- | ------ |
| Lombardía (en general) |         | Lega    | Attilio Fontana        | —      |
| Lombardía (en general) |         | PD      | Pierfrancesco Majorino | —      |
| Milán                  |         | PD      | Paolo Romano           | 9.226  |
| Milán                  |         | PD      | Carlo Borghetti        | 6.675  |
| Milán                  |         | PD      | Pietro Bussolati       | 6.334  |
| Milán                  |         | PD      | Alfredo Negri          | 5.661  |
| Milán                  |         | PD      | Carmela Rozza          | 5.345  |
| Milán                  |         | PD      | Paola Bocci            | 5.324  |
| Milán                  |         | FdI     | Christian Garavaglia   | 10.329 |
| Milán                  |         | FdI     | Marco Alparone         | 7.796  |
| Milán                  |         | FdI     | Franco Lucente         | 6.685  |
| Milán                  |         | FdI     | Vittorio Feltri        | 6.076  |
| Milán                  |         | FdI     | Chiara Valcepina       | 5.464  |
| Milán                  |         | FdI     | Matteo Forte           | 5.229  |
| Milán                  |         | Lega    | Silvia Scurati         | 4.081  |
| Milán                  |         | Lega    | Riccardo Pase          | 3.762  |
| Milán                  |         | PC–MP   | Michela Palestra       | 3.960  |
| Milán                  |         | PC–MP   | Luca Paladini          | 3.790  |
| Milán                  |         | M5S     | Nicola Di Marco        | 1.516  |
| Milán                  |         | M5S     | Paola Pizzighini       | 753    |
| Milán                  |         | FI      | Gianluca Comazzi       | 7.902  |
| Milán                  |         | AVS     | Onorio Rosati          | 2.038  |
| Milán                  |         | LI–FP   | Carmelo Ferraro        | 1.200  |
| Milán                  |         | NM–R    | Vittorio Sgarbi        | 873    |
| Milán                  |         | MP      | Manfredi Palmeri       | 1.129  |
| Milán                  |         | A–IV    | Lisa Noja              | 3.246  |

| Circunscripción | Partido | Partido | Consejero           | Votos  |
| --------------- | ------- | ------- | ------------------- | ------ |
| Brescia         |         | FdI     | Carlo Bravo         | 7.056  |
| Brescia         |         | FdI     | Barbara Mazzali     | 6.738  |
| Brescia         |         | FdI     | Diego Invernici     | 5.548  |
| Brescia         |         | PD      | Emilio Del Bono     | 35.761 |
| Brescia         |         | PD      | Miriam Cominelli    | 10.042 |
| Brescia         |         | Lega    | Floriano Massardi   | 10.485 |
| Brescia         |         | Lega    | Davide Caparini     | 9.196  |
| Brescia         |         | FI      | Simona Tironi       | 8.671  |
| Brescia         |         | A–IV    | Massimo Vizzardi    | 3.014  |
| Brescia         |         | M5S     | Paola Pollini       | 402    |
| Bérgamo         |         | FdI     | Paolo Franco        | 8.399  |
| Bérgamo         |         | FdI     | Lara Magoni         | 8.013  |
| Bérgamo         |         | FdI     | Michele Schiavi     | 6.638  |
| Bérgamo         |         | PD      | Davide Casati       | 14.776 |
| Bérgamo         |         | PD      | Jacopo Scandella    | 6.632  |
| Bérgamo         |         | Lega    | Giovanni Malanchini | 5.831  |
| Bérgamo         |         | Lega    | Roberto Anelli      | 3.762  |
| Bérgamo         |         | FI      | Jonathan Lobati     | 5.284  |
| Bérgamo         |         | MP      | Ivan Rota           | 598    |
| Monza y Brianza |         | FdI     | Federico Romani     | 5.123  |
| Monza y Brianza |         | FdI     | Alessia Villa       | 4.506  |
| Monza y Brianza |         | PD      | Luigi Ponti         | 4.440  |
| Monza y Brianza |         | Lega    | Alessandro Corbetta | 6.406  |
| Monza y Brianza |         | FI      | Fabrizio Figini     | 5.172  |
| Monza y Brianza |         | MP      | Martina Sassoli     | 502    |
| Monza y Brianza |         | LI–FP   | Jacopo Dozio        | 93     |

| Circunscripción | Partido | Partido | Consejero              | Votos  |
| --------------- | ------- | ------- | ---------------------- | ------ |
| Varese          |         | FdI     | Giuseppe Martignoni    | 3.269  |
| Varese          |         | FdI     | Francesca Caruso       | 2.938  |
| Varese          |         | PD      | Samuele Astuti         | 8.396  |
| Varese          |         | Lega    | Emanuele Monti         | 6.456  |
| Varese          |         | LI–FP   | Giacomo Cosentino      | 1.304  |
| Varese          |         | MP      | Luca Ferrazzi          | 477    |
| Varese          |         | A–IV    | Giuseppe Licata        | 1.464  |
| Como            |         | Lega    | Alessandro Fermi       | 13.883 |
| Como            |         | FdI     | Anna Dotti             | 3.422  |
| Como            |         | PD      | Angelo Orsenigo        | 5.453  |
| Como            |         | FI      | Sergio Gaddi           | 1.804  |
| Como            |         | LI–FP   | Marisa Cesana          | 634    |
| Pavía           |         | FdI     | Claudio Mangiarotti    | 5.466  |
| Pavía           |         | Lega    | Elena Lucchini         | 7.680  |
| Pavía           |         | FI      | Ruggero Invernizzi     | 3.228  |
| Pavía           |         | LI–FP   | Alessandro Cantoni     | 434    |
| Cremona         |         | FdI     | Marcello Maria Ventura | 2.525  |
| Cremona         |         | PD      | Matteo Piloni          | 5.566  |
| Cremona         |         | Lega    | Filippo Bongiovanni    | 1.907  |
| Lecco           |         | FdI     | Giacomo Zamperini      | 2.632  |
| Lecco           |         | PD      | Gianmario Fragomeli    | 4.442  |
| Lecco           |         | Lega    | Mauro Piazza           | 5.695  |
| Mantua          |         | FdI     | Alessandro Beduschi    | 6.032  |
| Mantua          |         | PD      | Marco Carra            | 5.696  |
| Mantua          |         | Lega    | Alessandra Cappellari  | 4.599  |
| Lodi            |         | FdI     | Patrizia Baffi         | 2.647  |
| Lodi            |         | PD      | Roberta Valacchi       | 3.150  |
| Sondrio         |         | Lega    | Massimo Sertori        | 7.907  |

1. ↑  Como Presidente de la Región.
2. ↑  Como segundo candidato más votado a la Presidencia de la Región.